# Szkádi

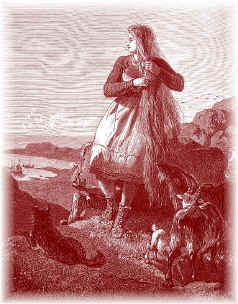
Szkádi

Szkádi a skandináv mitológiában egy hegyi óriásnő, a Ván-isten Njörd felesége (ennélfogva maga is Ván-isten). Neve óizlandi írásmód szerint Skaði, de több különféle átírása ismert: Skade (főleg Skandináviában), Skadi, Skadhi, valamint Skathi. Hívják még „sí-istennőnek” (öndurgoð, öndurdís) is. Nevét említi a Prózai Edda, az Edda-énekek és az Ynglinga saga.
Mikor az istenek megölték az apját, Thjazit, elutazott Asgardba, hogy bosszút álljon; de később megállapodott az istenekkel, hogy lemond a bosszúról, ha megengedik neki hogy férjet válasszon magának közülük, és meg tudják nevettetni. Az istenek belementek, azzal a feltétellel, hogy úgy kell választania közülük, hogy csak a lábukat látja. Ő Njördöt választotta, mivel a lába olyan szép volt, hogy azt hitte Baldr az. Ezután Loki sikeresen megnevettette, így helyreállt a béke, majd Odin két csillagot alkotott Thjazi szemeiből.
Egy idő után különvált a férjétől, mivel imádta a hegyeket (főként Thrymheimet, a „Dörgőhont”, apja volt otthonát, mely az óriások birodalmában található), míg a férje a tenger közelében szeretett élni (Noatunban, „a hajók öblénél”). Az Ynglinga saga szerint később Ódin felesége lett, és sok fia született tőle.
Néhány mitológia-kutató szerint a korai északi mitológiában Szkádit a vadászat istennőjeként tisztelték, Frigg és Freya riválisa volt jelentőségben és népszerűségben. Azonban úgy tűnik, hogy a skandináv hitvilág változásával a háttérbe szorult, és kevés műalkotás, monda maradt fenn róla.
Érdekesség, hogy Szkádi neve több helyen megjelenik a legrégebbi skandináv helynevek között. Lehetséges, hogy eredetileg „Szkádi” volt Nerthus (germán termékenység istennő) régebbi neve. A neve jelenthet „ártalmat” és „az alvilág istennőjét” is. Szkádit, tévesen, Skandinávia nevének forrásaként is említik.

## Fordítás
- Ez a szócikk részben vagy egészben a Skaði című angol Wikipédia-szócikk fordításán alapul.  Az eredeti cikk szerkesztőit annak laptörténete sorolja fel. Ez a jelzés csupán a megfogalmazás eredetét és a szerzői jogokat jelzi, nem szolgál a cikkben szereplő információk forrásmegjelöléseként.